# Abbath Doom Occulta
Olve Eikemo (n. 13 septembrie 1973), mai bine cunoscut sub numele de scenă Abbath Doom Occulta, este solistul vocal și chitaristul formației norvegiene de black metal Immortal.

## Biografie
Abbath Doom Occulta și-a început cariera muzicală în 1988, la vârsta de 15 ani. În acest an el împreună cu Tore Bratseth și Padden au înființat formația de death metal Old Funeral; doi ani mai târziu, în 1990, Abbath a părăsit formația. În 1991 Abbath împreună cu Demonaz Doom Occulta și Armagedda au înființat formația Immortal. De-a lungul existenței formației Abbath a fost singurul solist vocal, dar a cântat și la chitară, chitară bas, baterie și chiar sintetizator. În 2003 membrii Immortal au stabilit de comun acord să desființeze formația. În 2005 Abbath împreună cu Demonaz, Armagedda, King ov Hell (de la Gorgoroth) și Ice Dale (de la Enslaved) au înființat formația I. În 2006 Immortal s-a reunit.
Abbath a fost căsătorit cu una dintre cele două surori ale lui Demonaz și are un fiu cu ea.
În timp, unele poze în care apare Abbath au devenit sursa unui fenomen pe internet. Într-un clasament numit "Cele mai ridicole 10 poze black metal din toate timpurile" Abbath ocupă primul loc (la egalitate cu Satyricon). Întrebat despre acest subiect, Abbath a declarat:
"Noi cei din Immortal avem autoironie; înțelegem, avem capacitatea de a ne amuza de noi înșine, dar pe de altă parte suntem o formație serioasă, luăm în serios ceea ce facem. Ne-am păstrat aceeași imagine."

## Discografie
cu Old Funeral
- The Fart That Should Not Be (Demo) (1989)
- Abduction of Limbs (Demo) (1990)

cu Immortal
Informații suplimentare: Immortal#Discografie
cu I
- Between Two Worlds (Album de studio) (2006)